# شهرستان تمیکمینگ
تمیکمینگ، کبک (به انگلیسی: Témiscamingue Regional County Municipality) یک منطقهٔ مسکونی در کانادا است که در ابیتیبی-تمیسگامینتو واقع شده‌است.

## خصوصیات
تمیکمینگ ۱۹٬۱۵۴٫۱۰ کیلومترمربع مساحت و ۱۶٬۴۲۵ نفر جمعیت دارد.